# آرال (واسع)
آرال  جماعت و شهرکی در جنوب غربی کشور تاجیکستان است که در ناحیهٔ واسع ولایت ختلان قرار دارد. جمعیت این جماعت ۲۵۳۳۹ است.